# 마킬라도라
마킬라도라(Maquiladora)는 1965년에 제정된 제품을 수출할 경우 해당 제품을 제조할 때 사용한 원재료 · 부품, 기계 등을 무관세로 수입할 수 있는 보세 가공 제도이다. 일반적으로 멕시코의 제도를 가리키는 경우가 많지만, 다른 중남미 국가인 파라과이, 도미니카 공화국, 엘살바도르 등에서도 유사한 제도를 채택하고 있는 나라가 있다. 북부 접경지대에 위치하고 수출을 원칙으로 하는 멕시코의 조립 가공업체라고한다.
대한민국

## 같이 보기
- 멕시코의 경제
- 미주 자유 무역 지대
- 자유 무역
- 세계화